# Gotibo (canton)
Pour le peuple bété, voir Gotibo.
Gotibo est un canton ivoirien situé dans la sous-préfecture de Dignago. Il regroupe six villages, Dribouo, Otewa, Gazahio, Beugrewa et Bagassewa. 